# Пунинский, Владислав Дмитриевич
Владислав Дмитриевич Пунинский (бел. Уладзіслаў Дзмітрыевіч Пунінскі; род. 1 июля 2002, Могилёв) — белорусский футболист, полузащитник могилёвского «Днепра».

## Карьера

### «Днепр-Могилёв»

#### Начало карьеры
Воспитанник футбольной академии могилёвского «Днепра». В конце 2018 года могилёвский клуб прекратил своё существование, объединившись вместе минским «Лучом» в новый клуб «Дняпро». Футболист сразу же присоединился к клубу, в составе которого выступал за дублирующий состав. По окончании сезона 2019 года новообразованный могилёвский клуб из-за финансовых проблем также прекратил своё существование. В начале 2020 года футболист стал игроком нового могилёвского «Днепра», вместе с которым отправился выступать во Вторую лигу. В мае 2020 года футболист подписал с клубом свой первый профессиональный контракт. По итогу дебютного сезона футболист вместе с клубом стал победителем чемпионата, заработав прямое повышение в Первую лигу. В начале 2021 года футболист отправился выступать во вторую команду клуба «Днепр-Юни». В сентябре 2021 года футболист вернулся в основной состав. Первый матч в чемпионате футболист сыграл 18 сентября 2021 года против «Лиды», выйдя на поле в стартовом составе. По итогу сезона футболист вместе с клубом завершили чемпионат на итоговом пятом месте.

#### Сезон 2022
В начале 2022 года футболист начинал подготовку к новому сезону с основной командой могилёвского клуба. Позже стало известно, что могилёвский «Днепр» в предстоящем сезоне будет выступать в Высшей лиге, так как брестский «Рух» снялся с розыгрыша чемпионата из-за финансовых проблем. Новый сезон футболист начал 7 марта 2022 года с четвертьфинального матча Кубка Беларуси против гродненского «Немана», выйдя на замену на 77 минуте. В ответном четвертьфинальном матче 13 марта 2022 года футболист вместе завершили встречу с ничейным счётом, однако по общему счёту гродненский «Неман» оказался сильнее и вышел в следующиё раунд турнира. Дебютный матч в чемпионате футболист сыграл 20 марта 2022 года против бобруйской «Белшины», выйдя на замену на 83 минуте. По итогу сезона футболист вместе с клубом завершил чемпионат на итоговом последнем месте, вылетев в Первую лигу. На протяжении сезона футболист выступал за могилёвский клуб в роли игрока замены, результативными действиями не отличившись.

#### Сезон 2023 (аренда в «Слоним-2017»)
В январе 2023 года футболист приступил к подготовке к новому сезону с основной командой могилёвского клуба. Первый матч в новом сезоне футболист сыграл 1 мая 2023 года против клуба «Жодино-Южное», выйдя на замену на 80 минуте. Первыми результативными действиями за клуб футболист отличился 31 мая 2023 года в матче Кубка Беларуси против клуба «Мосты», оформив дубль из голевых передач. Однако за первую половину сезона футболист так и не смог закрепиться в основной команде клуба. В июле 2023 года футболист на правах арендного соглашения присоединился к клубу «Слоним-2017», соглашение с которым рассчитано до конца сезона. Дебютировал за клуб футболист 22 июля 2023 года в матче Кубка Кубка Беларуси против мозырской «Славии», выйдя на замену на 66 минуте и отличившись результативной передачей. Первым результативным действием за клуб в чемпионате футболист отличился 30 сентября 2023 года в матче против «Витебска», отдав голевую передачу. По итогу сезона футболист вместе с клубом завершил чемпионат на итоговом пятнадцатом месте. По окончании сезона футболист покинул слонимский клуб по окончании срока арендного соглашения.

#### Аренда в «Оршу»
В декабре 2023 года могилёвский «Днепр» продлил контракт с футболистом. Вскоре могилёвский клуб официально сообщил о возвращении футболиста из аренды. В феврале 2024 года футболист находился в расположении «Орши», к которой вскоре официально присоединился на правах арендного соглашения до конца сезона. Дебютировал за клуб футболист 6 апреля 2024 года в матче против жодинского «Торпедо-БелАЗ-2», выйдя на поле в стартовом составе. Первым результативным действием за клуб футболист отличился 11 октября 2024 года в матче против минского «Динамо-2», отдав голевую передачу. По итогу сезона футболист вместе с клубом завершил чемпионат на итоговом десятом месте в турнирной таблице. На протяжении сезона футболист выступал за клуб в роли одного из ключевых игроков, отличившись своей единственной результативной передачей. По окончании срока арендного соглашения футболист покинул клуб.
В декабре 2024 года футболист вернулся в расположение могилёвского «Днепра». В марте 2025 года футболист продлил контракт с клубом ещё на сезон. Также в конце марта 2025 года футболист вновь отправился на правах арендного соглашения в «Оршу», соглашение с которой было заключено до конца сезона. Первый матч в новом сезоне футболист сыграл 29 марта 2025 года против борисовского БАТЭ-2, выйдя на замену на 62 минуте, также отличившись своим дебютным забитым голом. Своим очередным забитым голом за клуб футболист отличился в следующем матче 5 апреля 2025 года против столичного «Минска-2».

## Достижения
«Днепр-Могилёв»
- Победитель Второй лиги: 2020